# کنورده
کنورده (به لهستانی:  Knorydy) یک روستا در لهستان است که در گمینا بیلسک پودلاسکی واقع شده‌است. کنورده  ۴۳۰ نفر جمعیت دارد.